# Giovanni Battista Spinola
Gioavanni Battista Spinola (né le 6 juillet 1681 à Gênes, alors dans la république de Gênes et mort le 20 août 1752 à Albano Laziale) est un cardinal italien du XVIIIe siècle.
Il est membre de la famille Spinola de Gênes et est un neveu du cardinal Giambattista Spinola, seniore (1681). D'autres cardinaux de la famille sont Giandomenico Spinola (1626), Giulio Spinola (1666), Giambattista Spinola (1695) et Niccolò Spinola (1715).

## Biographie
Giovanni Battista Spinola exerce des fonctions au sein de la Curie romaine, notamment à la Chambre apostolique, comme gouverneur dans des  villes italiennes et de Rome et comme  vice-camerlingue de l'Église.
Le pape Clément XII le crée cardinal lors du consistoire du 28 septembre 1733.
Le cardinal Spinola est légat apostolique à Bologne en 1733 et légat a latere dans les duchés de Parme et Plaisance en 1734. Spinola participe au conclave de 1740, lors duquel Benoît XIV est élu pape. Il est préfet de la Congrégation de l'immunité ecclésiastique et camerlingue du Sacré Collège en 1746. Il est consacré le 9 avril 1752 cardinal-évêque d'Albano par Benoît XIV avec comme co-consécrateurs Giovanni Antonio Guadagni et Giuseppe Spinelli.